# Salomón Libman
Salomón Alexis Libman Pastor (Lima, 25 de febrero de 1984) es un exfutbolista peruano. Jugaba como guardameta. Actualmente es el preparador de arqueros de la selección peruana de fútbol.

## Trayectoria
Formado desde inicios de la década de los noventa en las canteras de la Academia Cantolao, Salomón Libman se mantuvo en el Sport Boys desde 2003 hasta mediados de 2008, cuando firmó por Alianza Lima.

### Alianza Lima
En 2009 atajó en doce partidos, siendo natural suplente de George Forsyth, ese año fue subcampeón y clasifica para la Copa Libertadores 2010. Todo 2010 fue titular atajando en treinta y seis partidos y logrando clasificar para la Copa Libertadores 2011. Al siguiente año volvió a ser subcampeón nacional al perder la final nacional contra Juan Aurich. En 2012 jugó la Copa Libertadores 2012, luego de un año de deudas y crisis institucional por el que casi descienden de categoría. A pesar de aquello fue una de las figuras, atajando en veintiocho partidos.

### César Vallejo
En diciembre de 2012 ficha por la Universidad César Vallejo. A mediados de 2015 hubo un acercamiento del Deportivo Quito para reforzar y reemplazar al colombiano Nelson Ramos quien partió debido a deudas, sin embargo, el fichaje nunca se llegó a dar.
En 2016 jugó la Copa Libertadores 2016 con el Universidad César Vallejo enfrentando al São Paulo jugando el partido de vuelta. Finalmente descendió de categoría con el elenco trujillano.

### Sport Rosario
Jugó todo 2017 por el recién ascendido Sport Rosario, se convirtió en el máximo referente del equipo, consiguiendo una histórica clasificación para la Copa Sudamericana 2018. En un partido contra la Academia Deportiva Cantolao, el equipo perdía 1-0. En el último minuto de dicho partido, Libman marcó un gol que significó el empate. Su contrato era por un año, pero debido a la grandes actuaciones, el Yuyo renovó por todo 2018. Rescindió contrato con el cuadro huaracino por los problemas económicos que padecía el club.

### F. B. C. Melgar
Después de rescindir contrato con Sport Rosario ficha por Melgar para jugar el Torneo Clausura.

### Sport Huancayo
Tras no tener continuidad con Melgar en 2019 ficha por Sport Huancayo para jugar la Copa Sudamericana.

### UTC de Cajamarca
Para el año 2020, Libman firmó por el UTC de Cajamarca, para toda la temporada.

## Emprendimiento
Decidió abrir sus canchas deportivas sintéticas. El local deportivo de Salomón Libman se llama Libman Sports y se ubica en el Mall Aventura Plaza, en Trujillo.

## Selección nacional
Fue internacional con la selección de fútbol del Perú en seis ocasiones. En agosto de 2010, fue convocado por Sergio Markarian para formar parte de la selección de fútbol del Perú. Debutó con la Blanquirroja el 7 de septiembre ante Jamaica, encuentro disputado en el Lockhart Stadium y que finalizó con victoria peruana por 2-1. El 8 de octubre, jugó su segundo encuentro ante Costa Rica, que finalizó con victoria peruana por 2-0. Su mejor actuación vendría en el siguiente encuentro, atanjándole un penal a Walter Ayoví en el empate 0-0 frente a Ecuador.
| \| PJ \| Fecha \| Ciudad \| Oponente \| Resultado \| Competición \| \| -- \| ---------- \| --------------- \| ---------- \| --------- \| ---------------------- \| \| 1. \| 07-09-2010 \| Fort Lauderdale \| Jamaica \| 2-1 \| Amistoso \| \| 2. \| 08-10-2010 \| Lima \| Costa Rica \| 2-0 \| Amistoso \| \| 3. \| 29-03-2011 \| La Haya \| Ecuador \| 0-0 \| Amistoso \| \| 4. \| 01-06-2011 \| Niigata \| Japón \| 0-0 \| Copa Kirin 2011 \| \| 5. \| 12-07-2011 \| Mendoza \| Chile \| 0-1 \| Copa América 2011 \| \| 6. \| 21-03-2012 \| Arica \| Chile \| 1-3 \| Copa del Pacífico 2012 \| |            |                 |            |           |                        |
| PJ | Fecha      | Ciudad          | Oponente   | Resultado | Competición            |
| 1. | 07-09-2010 | Fort Lauderdale | Jamaica    | 2-1       | Amistoso               |
| 2. | 08-10-2010 | Lima            | Costa Rica | 2-0       | Amistoso               |
| 3. | 29-03-2011 | La Haya         | Ecuador    | 0-0       | Amistoso               |
| 4. | 01-06-2011 | Niigata         | Japón      | 0-0       | Copa Kirin 2011        |
| 5. | 12-07-2011 | Mendoza         | Chile      | 0-1       | Copa América 2011      |
| 6. | 21-03-2012 | Arica           | Chile      | 1-3       | Copa del Pacífico 2012 |

### Participaciones en Copas América
| Torneo            | Sede      | Resultado    | Partidos | Goles |
| ----------------- | --------- | ------------ | -------- | ----- |
| Copa América 2011 | Argentina | Tercer lugar | 1        | 0     |
| Copa América 2015 | Chile     | Tercer lugar | 0        | 0     |

### Participaciones en eliminatorias
| Eliminatorias                    | Selección | Resultado            | Partidos | Goles |
| -------------------------------- | --------- | -------------------- | -------- | ----- |
| Eliminatorias Sudamericanas 2014 | Perú      | 7.º (no clasificado) | 0        | 0     |
| Eliminatorias Sudamericanas 2018 | Perú      | 5.º (clasificado)    | 0        | 0     |

## Clubes
| Club                      | País | Año       |
| ------------------------- | ---- | --------- |
| Sport Boys                | Perú | 2002-2008 |
| Alianza Lima              | Perú | 2008-2012 |
| Universidad César Vallejo | Perú | 2013-2016 |
| Sport Rosario             | Perú | 2017-2018 |
| FBC Melgar                | Perú | 2018      |
| Sport Huancayo            | Perú | 2019      |
| UTC de Cajamarca          | Perú | 2020-2022 |
| Unión Comercio            | Perú | 2023      |

## Palmarés

### Campeonatos nacionales
| Título          | Club            | País | Año  |
| --------------- | --------------- | ---- | ---- |
| Torneo del Inca | César Vallejo   | Perú | 2015 |
| Torneo Clausura | F. B. C. Melgar | Perú | 2018 |

### Campeonatos internacionales
| Título                 | Equipo                       | Sede    | Año  |
| ---------------------- | ---------------------------- | ------- | ---- |
| XV Juegos Bolivarianos | Selección de fútbol del Perú | Ecuador | 2001 |

### Distinciones individuales
| Distinción                                    | Año  |
| --------------------------------------------- | ---- |
| Mejor arquero de la Primera División del Perú | 2010 |